# مدرسه ۲۰۱۷
مدرسه ۲۰۱۷ (کره‌ای: 학교 ۲۰۱۷; هانجا: 學校 2017; لاتین‌نویسی اصلاح‌شده: Hakgyo ۲۰۱۷) یک مجموعهٔ تلویزیونی کره جنوبی با بازی کیم جونگ هیون، کیم سه جونگ، جانگ دونگ یون، هان سون هوا و هان جو وان است. این مجموعه از ۱۷ ژوئیه تا ۵ سپتامبر ۲۰۱۷، دوشنبه و سه‌شنبه‌ها ساعت ۲۲:۰۰ (کی‌اس‌تی) از کی‌بی‌اس۲ برای ۱۶ قسمت پخش شد. این مجموعه هفتمین فصل مجموعهٔ تلویزیونی شبکهٔ کی‌بی‌اس۲، مدرسه است.

## بازیگران

### اصلی
- کیم جونگ هیون در نقش هیون ته وون / دانش آموز ایکس[۲]
- کیم سه جونگ در نقش را اون هو[۳][۴]
- جانگ دونگ یون در نقش سونگ ده هی[۵]
- هان سون هوا در نقش هان سو جی
- هان جو وان در نقش شیم کانگ میونگ

## تولید
در مه ۲۰۱۷، کی‌بی‌اس نقش اصلی این مجموعه را به کیم یو جونگ پس از مجموعهٔ محبوب او، عشق در مهتاب، پیشنهاد داد. در ژوئن ۲۰۱۷، او به‌طور رسمی این پیشنهاد را رد کرد. اولین جلسهٔ فیلم‌نامه خوانی در ۱۹ ژوئن ۲۰۱۷ در ساختمان آنکس کی‌بی‌اس در یوئیدو، سئول، کره جنوبی انجام شد.